# やすしの度胸一発
やすしの度胸一発（やすしのどきょういっぱつ）は1985年4月～9月にTBSに放送されていたバラエティ番組である。

## 概歴
- 1985年に松山千春の番組「ハロー!ミッドナイト」の後枠として、関東ローカル番組として土曜深夜にスタートした。しかし、やすしが酔って出演して番組にならなかったり、暴言を吐いたりして、スタッフと衝突などを起こし、途中山田スミ子をキャスティングするなど[1]テコ入れを図ったものの、当時TBSの編成が「生放送によるトークショーは必ずしも局の財産にならない。」と見限りを付け、半年で打ち切りとなってしまった。後番組は三宅裕司ら出演の「冗談ストリート」。
- TBS以外では、中国放送（RCC）が土曜深夜（日曜未明）0：05から放送していた（出典：山陽新聞、1985年8月24日、22ページ、テレビ欄）。
  - 当時のTBSの番宣ポスターにはTBSテレビと中国放送の他にも「日本のお茶の間を結ぶ最高のネットワーク－TBS系」のキャッチフレーズとともに北海道放送（HBC）・東北放送（TBC）・静岡放送（SBS）・中部日本放送（CBC。現：CBCテレビ）・毎日放送（MBS）・山陽放送（RSK。現：RSK山陽放送）・RKB毎日放送（RKB）のロゴが表記されていた。
- 作家の小林信彦が「酒に酔ったやすしがゲストやスタッフに暴言を吐きまくるだけの恐ろしい番組」と評していた。やすしの毒舌ばかりを期待して、彼の持っている良い部分を引き出そうとするスタッフが不在だったのが散々な結果に終わった理由だと思われる。

## 出演者
- 横山やすし
- 西川きよし
- 大平サブロー
- 大平シロー
- 山田スミ子